# محمد الأمين السهروردي
محمد الأمين بن عبد الرحمن بن محمد صالح السُّهْرَوَرْدِي (1836 - 1902) مؤرخ وشاعر عراقي من أهل القرن التاسع عشر الميلادي. ولد في بغداد ونشأ فيها. عمل مدرّسًا ثم عضوًا في محكمة الاستئناف في بغداد ثمّ مديرًا لبلده سامرّاء فبلدة الكفل. توفي في بغداد. من مؤلفاته تاريخ بغداد جعله ذيلاً لتاريخ جدّه محمد صالح خطيب دار السلام، وديوان شعر ومجموعة أدب.

## مؤلفاته
- تاريخ بغداد جعله ذيلاً لتاريخ جدّه محمد صالح خطيب دار السلام
- ديوان شعر
- مجموعة أدب
- نزهة الأدباء في تراجم علماء ووزراء وأشراف مدينة السلام الزوراء